# Tarte de Vic
La tarte à la tome ou tarte de Vic (Vic-sur-Cère) ou tarte de Mur (Mur-de-Barrès) ou encore tarte de Raulhac (Raulhac)  est une spécialité pâtissière du Carladès (région traditionnelle à cheval sur le Cantal et l'Aveyron).

## Définition
Il s'agit d'une tarte garnie d'une préparation à base de caillé ou éventuellement de tome fraîche, d'œuf et de sucre, cuits au four et très légèrement caramélisée. Elle peut être comparée à la flaune qui est élaborée à base de recuite et fait partie avec la truffade, la potée auvergnate, la fourme de cantal, la fourme de Laguiole, l'estofinade, la fouace, le pounti, l'aligot, les tripoux, les trenèls, les bourriols, le cornet de Murat et la liqueur de gentiane des grands classiques de la gastronomie du Massif central.

## Recettes de terroir
Les différents bourgs du Carladès ont des recettes qui varient légèrement (plus ou moins grande proportion d'œufs ou de sucre, cuisson plus ou moins caramélisée, parfums particuliers). À Raulhac, sa notoriété est liée à la foire de la  Saint-Vincent qui se tenait le 22 janvier depuis le XVe siècle et qui n'a disparu que depuis une dizaine d'années. À Vic-sur-Cère, elle est depuis longtemps faite par les boulangers et d'une fabrication plus fine. Elle est également devenue une spécialité culinaire commerciale appréciée des estivants et des habitants de la région d'Aurillac.

## Place dans le service
Elle se sert à la maison en dessert à la fin des repas les dimanches et les jours de fête, presque toujours accompagnée d'une tarte aux pruneaux plus petite. 

## Fêtes gourmandes
Chaque année la fête de la tarte à la tome, qui a lieu à Raulhac le premier weekend d'octobre, est l'occasion d'un concours et de dégustations.